# Bushwhacker (guérillero)
Pour les articles homonymes, voir Bushwhacker.
 (septembre 2014).
Si vous disposez d'ouvrages ou d'articles de référence ou si vous connaissez des sites web de qualité traitant du thème abordé ici, merci de compléter l'article en donnant les références utiles à sa vérifiabilité et en les liant à la section « Notes et références ».
Le bushwhacker (l'orthographe bushwacker se rencontre aussi) est un combattant irrégulier pro-confédéré du Missouri durant la guerre de Sécession (1861-1865). Leurs actions se concentraient dans les zones rurales, sur les arrières ennemis et jamais sur le front. C'était l'équivalent sudiste des jayhawkers nordistes.

## Origines
Les bushwhackers (mot qui signifie en anglais batteurs de campagne) sont apparus après les jayhawkers et en réaction aux raids de ces derniers, basés au Kansas abolitionniste, contre les biens et les personnes au Missouri esclavagiste. Les motivations politiques officielles des jayhawkers (libérer des esclaves noirs de leurs maitres sudistes) n'étaient souvent qu'un prétexte pour se livrer au brigandage pur et simple : vol, incendie, assassinat. Les groupes de bushwackers se sont constitués initialement comme une sorte de milice d'autodéfense pour combattre les jayhawkers. Ils ont fini par les égaler voire les dépasser en cruauté.
En 1863, un journaliste du True Republican and Sentinel de Sycamore dans l'Illinois (abolitionniste), C.M. Chase, définit ainsi les différents groupes agissant au Kansas et au Missouri : « Un jayhawker est un Unioniste qui vole, incendie et assassine uniquement les rebelles qui ont pris les armes contre le gouvernement. Un redleg est un jayhawker portant des leggings. Un Redleg est, plus encore que le jayhawker ou le Bushwhacker, considéré purement et simplement comme un voleur et un meurtrier. Un bushwhacker est un jayhawker rebelle qui s'attaque, en bande, aux biens et aux personnes des citoyens de l'Union. Ils sont sans loi et rapinent sans discernement. Leurs méfaits, à moins qu'ils ne soient rapidement mis hors d'état de nuire, ne peuvent aboutir qu'à un système de banditisme de grand chemin sans équivalent dans aucun pays. Ce genre de vie perturbe l'esprit, détruit le sens moral, crée une soif de sauvagerie qui, la paix revenue, ne saura s'étancher que dans le grand banditisme. ».

## Guerre irrégulière
Après le déclenchement des hostilités, les bushwhackers ont opéré parfois en coordination avec l'Armée des États confédérés. Certains bushwhackers se sont par la suite engagés dans cette armée. Certains chefs bushwhackers ont même reçu un grade officiel, comme William Quantrill. Toutefois la plupart du temps les bushwhackers opéraient indépendamment, harcelant les troupes de l'Union sur leurs arrières et leurs lignes de communication. 

## Crimes de guerre et brigandage
Aucune loi n'était respectée dans cette guérilla impitoyable, et les bushwhackers se sont rendus coupables de nombreux crimes de guerre, notamment le meurtre de soldats de l'Union en dépit de leur reddition, particulièrement lorsqu'il s'agissait de soldats noirs, auxquels les sudistes ne reconnaissaient pas la qualité de combattants réguliers. Le crime le plus spectaculaire commis par les bushwhackers est le massacre de Lawrence (Kansas) en août 1863, dirigé par William Quantrill. La guerre tournant en défaite pour le Sud, les actions des bushwhackers se firent de plus en plus cruelles et désespérées, perdant toute finalité militaire. Leurs soutiens dans la population civile sudiste allèrent en se raréfiant, et pour s'emparer de nourriture, de chevaux ou d'autres biens, ils tuaient quiconque tentait de leur résister, que ce soit au Nord ou au Sud. Outre les anti-esclavagistes notoires et les partisans déclarés de l'Union, ils s'attaquaient à leurs propres voisins lorsqu'ils les soupçonnaient de mollesse dans le soutien au Sud. Les immigrants d'origine germanique (allemands, hollandais) qu'ils rencontraient étaient abattus systématiquement, car réputés favorables à l'Union. Perpétuellement pourchassées par les troupes nordistes, les bandes de bushwhackers se scindaient ou se regroupaient au gré des circonstances et des batailles, leur effectif fondant peu à peu.

## Disparition après la guerre
Plusieurs années après la fin de la guerre de Sécession des bandes de brigands et d'assassins se réclamant des bushwhackers furent pourchassées et anéanties dans plusieurs États (jusqu'en Californie) par les autorités locales ou fédérales.
Les brigands Jesse James et son complice Cole Younger étaient d'anciens bushwhackers.

## Dans la culture populaire
- Dans le film de Clint Eastwood Josey Wales hors-la-loi les bushwhackers sont présentés sous un jour favorable, des patriotes du Sud luttant contre l'ennemi yankee, brutal et sournois.
- Le film d'Ang Lee Chevauchée avec le diable donne une vision plus contrastée des bushwhackers : au fur et à mesure des combats et des pertes, les jeunes gens sudistes, persuadés de combattre pour défendre leurs familles et leur mode de vie, se muent en vulgaires bandits. Les pires psychopathes, assassins de sang-froid, prennent l'ascendant sur leurs camarades et les entraînent dans une spirale sans fin de violence et de vengeance.
- Dans le film Retour à Cold Mountain, les membres de la milice de Caroline du Nord se comportent comme des bushwhackers : vêtus d'un mélange de pièces d'uniforme de l'Armée des États confédérés et de vêtements civils, ils quadrillent les zones rurales et pillent, torturent, tuent de sang-froid. Cependant ils ne mènent pas de raids en territoire tenu par les nordistes mais restent courageusement à l'arrière, sous prétexte de traquer les déserteurs de l'Armée des États confédérés et de veiller sur les familles des hommes partis se battre, en laissant au foyer sans défense les femmes, les enfants et les vieillards.

## Apparence et armement
Cavaliers irréguliers, les bushwhackers ne portaient pas d'uniforme. Parfois, en signe de reconnaissance, ils portaient des chemises rouges, comme celles des soldats de l'Armée des États confédérés. Le rouge était également la couleur prédominante du drapeau sudiste. Il leur arrivait de revêtir les uniformes de soldats nordistes qu'ils avaient tués, pour tromper l'ennemi et l'approcher le plus près possible avant d'ouvrir le feu.
Ils emportaient, sur eux ou suspendus à leur selle, un nombre important de revolvers (souvent bien plus de deux) pour éviter d'avoir à recharger en plein combat. Mais ils utilisaient aussi des fusils de tous types.

## La survivance actuelle du terme
Le terme a survécu en anglais, moderne, avec deux significations. Il peut désigner des hommes ou des machines qui combattent, de préférence avec les tactiques des Bushwhackers : frapper par surprise, et se retirer avant que l'ennemi ait le temps de répliquer.
- Une équipe de catch professionnel néo-zélandaise est également nommée Bushwhackers.
- Dans l'univers du jeu de science-fiction BattleTech, le Bushwhacker Mech est un robot de combat conçu pour des attaques de harcèlement[3].
- Il existe aussi un jouet nommé MW-08 Bushwhacker de la marque Mini Warrior : c'est un véhicule tout-terrain genre Hummer armé d'une mitrailleuse rotative qui se transforme en robot de combat[4].
- Des armes imaginaires (avion de combat, fusil à lunette) sont également baptisées Bushwhacker.

Il peut désigner des hommes (ou le matériel utilisé par ces hommes) qui sillonnent la forêt, souvent loin des sentiers balisés en traçant leur propre voie. 
- Des accessoires pour vélo tout-terrain : sacoche, casque, etc.
- Du matériel de pêche : canne, moulinet, etc.

Par ailleurs plusieurs entreprises aux États-Unis utilisent le terme Bushwhacker sans connotation politique, mais évocateur du bon vieux temps du vieux sud : un bar et restaurant country, une distillerie de cidre, etc.

## Sources
- (en) Cet article est partiellement ou en totalité issu de l’article de Wikipédia en anglais intitulé « Bushwhacker » (voir la liste des auteurs).

- (en) Cet article est partiellement ou en totalité issu de l’article de Wikipédia en anglais intitulé « Border Ruffian » (voir la liste des auteurs).
- Donald L Gilmore, Civil War on the Missouri-Kansas border, 2005, Pelican Publishing Company,  (ISBN 978-1-58980-329-9), pages 157-158.